# The World of GOLDEN EGGS
『The World of GOLDEN EGGS』（ザ・ワールド・オブ・ゴールデン・エッグス）は、PLUS heads inc.製作のトゥーンレンダリングを使用した日本のCGアニメーション作品。
2008年度にグッドデザイン賞を受賞した。

## 概要
オムニバス形式に、架空の地方都市Turkey's Hill（ターキーズ・ヒル）の住人の様相にスポットをあてた作品。
台詞のほとんどはLARRYとMONICAのアドリブで構成されたプレスコになっており、そのため基本的に台詞を噛んでもクシャミが出たとしても、お構い無しで話が進んでいく。ほぼすべてのキャラクターの声を2人が担当しており（一部エピソードでゲストボイスを起用）メインストーリー全てに英語字幕スーパーが入っているのが特徴。
1話(15分)の中にメインストーリーと架空のテレビ局THBC（Turkey's Hill Broad Casting）のテレビ番組、CMをはさみ、最後に英会話のコーナーが入っている。メインストーリーの各話に明確なつながりはないが、別の視点でストーリーに加わっていることがある。なお、TV放送とDVDではメインストーリーとTHBCの組み合わせが一部異なる。
音楽とのコラボレートも強く一部の登場人物がミュージシャンという設定があり、彼らのオリジナルソング及びミュージッククリップをMTVなどで放送している。

## 登場人物

### メインストーリー
リサ
声 - LARRY
髪の色が青い、大柄な女の子。17歳。身長約170cm。Turkey's Hill High Schoolに通う高校生。人気バンド・BLACK POISONの大ファン。親友のレベッカと、BLACK POISONのVo&Gt.ジェフへの愛がどれくらい凄いかでよくもめる。時間を守らない&人の話を聞かない性格。バナナシェイクをこよなく愛す。「ゾンビ島」というテレビゲームにハマっている。サンディーという猫を飼っており、ある時サンディーの出産をビデオに収めようとしたが、暇つぶしにレベッカと「ゾンビ島」を始めたところ夢中になってしまい、結局サンディーの出産を見逃してしまった。
レベッカ
声 - MONICA
髪の色は緑で、小柄な女の子。17歳。身長約160cm。Turkey's Hill High Schoolに通う高校生。リサと共にBLACK POISONを追っかけている。モトクロス・サークルへの参加や、フランス語を習ったり、ベビーシッターをしたり、と活動的である。「っつか、聞けよ」が口癖。リサと同じくバナナシェイクをこよなく愛す。モデルは映画「ゴーストワールド」のイーニド。名前も「ゴーストワールド」に登場するイーニドの親友レベッカから取っている。
ケヴィン
声 - LARRY
Turkey's Hill High Schoolの近くにある養鶏場で生活していた七面鳥。とあるキッカケにより、後輩のポールと共に養鶏場を脱走する。外界に出て、とりあえずナンパをしようと悪戦苦闘。人生勝ち組になるのが夢。SEASON2では自由の身な境遇にも飽きてきた上に、ポールに馬鹿にされがち。目の前に突如現れたフライング・ダニーのファンになる。
ポール（七面鳥）
声 - MONICA
ケヴィンの後輩で誕生日は2週間違い。ケヴィンとは鶏舎の合コンで知り合った。ナンパの戦略については若者らしい講釈を見せるが、世間知らずな面もある。自称「特攻隊長」。
カーター先輩
声 - LARRY
ケヴィンの先輩で彼等同様、養鶏場を脱走した七面鳥。彼女がいる。
ロバート先生
声 - MONICA
Turkey's Hill High Schoolに勤める若い教師。Turkey's Hill High Schoolの「ベスト・ティーチャー・オブ・ザ・イヤー」に6年連続で選ばれるなど、生徒と保護者からの受けはズバ抜けて良い。教頭先生からは大きな期待をかけられているが、かなり重荷でもあるようだ。青い車に乗っていたが、教頭からの重圧が脳裏をよぎったことで玉突き事故を起こしてしまい、SEASON2でサンルーフ付きの赤い車に替えた。また、日産・ノートのスペシャルサイトで日産ノートに買い替えたことも明らかになった。酔っ払って交番で警官に逮捕されそうになる。
教頭先生
声 - LARRY
Turkey's Hill High Schoolの教頭。街はずれにある親から遺産相続した豪邸に住み、子連れ再婚した奥さん・マリアとの間には子供を15人もうけた（長男リチャードのみ母の連れ子）。またマリアのお腹には現在子どもが宿っている。長男のリチャード所有のアダルトビデオをこっそり鑑賞している。イタリア人特有の陽気な気質で、SEASON2でも子供たちのほか実姉も登場。一族そろってロバート先生をこき使うという場面を披露。相手に話すタイミングを与えない話術をもっている。
ちなみにカーター先輩がケヴィン達に教えた「伝説のナンパ師」は教頭の家で飼われている七面鳥の1羽。
ミシェル
声 - LARRY
「フランス・フランサー・フランシスコザビエル」「クロワッサン・クロカワサン」など、カ行下二段変格活動（"活用"ではない）を駆使したフランス語を教える家庭教師。レベッカ宅に派遣されている。謎の人物・アンドウとは因縁の関係。
ターキーレンジャー
声 - LARRY
ワタル少年を悪者・クシャクシャ男爵から救い出すスーパーヒーロー。テーマソングや効果音、技名は自信をもって口に出す。Turkey's Hillにある遊園地のショーに出演、1日3回公演で教頭先生の四男・ロジャーもお気に入り。またスナック菓子「ターキーレンジャーチップス」「ターキーレンジャーチョコチップス」のCMは、THBCでオンエア中。
ライアン
声 - LARRY
ターキーレンジャー役の俳優。普段は眼鏡をかけ、冴えない。ベティと結婚し、2歳の子供もいるが合コン三昧の毎日を送っている。自転車以外の乗り物は運転できない。監督からの無理難題にも低姿勢で応じてはいるが、ヒーロー俳優に向いていないのではと感じることがある。
ポール（高校生）
声 - LARRY
Turkey's Hill High Schoolに通う高校生。17歳。身長約190cm。アメリカンフットボール部に所属、ポジションはクォーターバック。家は電力会社を経営している御曹司。ローラに一目ぼれしたが、晩生な面がある。SEASON2では部室に落ちていたブラジャー（実はプロテインを盗みに入ったステファンが忘れていった大胸筋矯正サポーター）をマネージャーのブラジャーと勘違いし、大いに悩むことになった。
ローラ
声 - MONICA
Turkey's Hill High Schoolに通う高校生。17歳。身長約170cm。チアリーディング部に所属。チームメイトの中では、大人っぽい印象だが誰よりも玉の輿を強く狙っている。自分に気があるポールが、御曹司と分かったや否や熱烈にアピール。勝負服は豹柄。
マーク
声 - MONICA
Turkey's Hill High Schoolに通う高校生。アメリカンフットボール部に所属、ポジションはランニングバック。校内の噂に関しては、とても目ざとい。決め台詞は「Just Do It!」。
ジェフ
声 - MONICA
Turkey's Hillのボーイズ&ガールズは誰もが夢中になる、人気ロックバンド・BLACK POISONのボーカル兼ギター。
サイモン
声 - LARRY
Turkey's Hill High Schoolのカフェテリアで働くアルバイトで、BLACK POISONのドラマー。オリジナル・メンバーではなく、最近加入したばかり。バンド活動を許さないジャッキーとは、日々ターキーを投げ合い言い争う。
ジャッキー
声 - MONICA
Turkey's Hill High Schoolのカフェテリアで働く、勤続15年の肝っ玉かあさん。納得のいかないことは、とことん問い詰める性格。ゴスペル歌手でもある。
ロジャー
声 - LARRY
教頭先生の息子（四男）で、ターキーレンジャーとテレビゲームが大好き。親友のビリーと、どちらがターキーレンジャーマニアか張り合っている。視力は1.5。
ビリー
声 - MONICA
ロジャーの親友で、ロジャーと同じくターキーレンジャーが大好き。口癖は「はんぱねぇ」。視力は0.3。
キャロライン
声 - 鈴木杏
スペシャルエピソードに登場。港町パンモンターニュに越してきた沖縄訛りの女の子。基本的におとなしく地味めな性格だが、自分の立場をよく把握しており毒舌な面も。元々はTurkey's Hillで中学生頃まで生活していた。リサとレベッカとは、ジュニアハイスクールの同級生。3人で“お城同好会”を結成していた際に、二人からいじめをうけていたらしいものの、過去のエピソードとして混入されているだけで、仲は悪くはない微妙な設定。映画が好きで、特にパニック・ホラーものを好む。
チキンレディ
声 - 鈴木杏
スペシャルエピソードに登場。ターキーレンジャーの良き相棒であるとともに謎多き女戦士。
コーチ
声 - LARRY
アメリカンフットボール部の顧問。38歳。身長約180cm。顧問だが、アメフトのルールがよくわかっていない。「西部警察」の大門部長刑事のようなサングラスに、ピッチピチのポロシャツ・ピッチピチのホットパンツという出で立ち。弟と夜なべして制作した「ネセサリー体操」のテープを元に、今日も部員に瞬発力向上を指導する。その際、「Necessary（必要）!」と叫ぶ口癖があるが、何が必要なのかはわからない。時に、ハッタリを含んだ言動をとるが、効果は絶大で部員からは強い信頼を得ている。既婚で義母さん想い。劇中、義母さんに「コーチさん」と呼ばれていることから、どうやら名前が「コーチ」らしい。
マネージャー
声 - MONICA
Turkey's Hill High Schoolに通う高校生。17歳。身長約170cm。アメリカンフットボール部の女子マネージャー。メガネっ子。男子の視線を釘付けにする、大きな胸を豪快に揺らしながら飛び跳ねて歩く。
マイケル
声 - LARRY
Turkey's Hill High Schoolに通う高校生。ボディビル部の部員。黒人でスキンヘッド。外国人が関西弁を話しているような話し方をする。ステファンに、外の筋肉だけでなく内側の筋肉も鍛えなければ駄目だと言われているが、全く聞いてない。
ステファン
声 - MONICA
Turkey's Hill High Schoolに通う高校生。ボディビル部の部員。マイケルの筋肉に魅了されているらしい。筋肉を美しくするために大胸筋矯正サポーターを身につけているが、それがどう見てもブラジャーにしか見えないためマイケルに幾度と無く「何でブラしてんの?」と突っ込まれる。その度に「ブラじゃないよ。大胸筋矯正サポーターだよ」と返していたのだが、最終的にキレてしまった。そのサポーターはアメフト部の部室に忘れられ、アメフト部のポールを大いに悩ませる事になる。
ダニエル
声 - MONICA
Turkey's Hill High Schoolに通う高校生。18歳。身長180cm。ボディビル部の部員で、マイケルとステファンの先輩。声が甲高いのが特徴。外国人訛りしている二人とは違って比較的、標準の日本語口調。
フライング・ダニー
声 - LARRY
Turkey's Hill近辺を自家用プロペラにて、単独飛行している中年男性。49歳。Turkey's Hill High Schoolの生徒たちの間では「UFOオヤジ」と呼ばれ、気持ち悪がられている。念力を使って、宇宙人と交信するために飛行しているという。七面鳥のケヴィン&ポールと会話できていたり、どう考えても聞き取れない距離でありながら彼らの下に降りてきてポールが「空飛ぶオヤジだ」と目視で正体に気づいたことに言及する点を見ると念力が使えるというのは、あながち嘘でもなさそうである（彼がケヴィン、ポールと会話している際は人間の言葉に吹きかえられているが、他の人間のキャラクターがその光景を見聞きする際のフライング・ダニーの言葉は「ケン」「ケケン」等と七面鳥の鳴き声として聞き取られている）。
教頭の姉
声 - LARRY
Turkey's Hill Highschoolの教頭の姉。頭髪を紫に染め、鞄には常に「アメちゃん」を常備し、ロバート先生の車からCDを強引に借りていく、安売りの言葉には執念を燃やすなど、関西の中年女性をステレオタイプ化したキャラ。警察に逮捕されてもおかしくないほどの毒舌である。
ジェシカ
声 - MONICA
主婦で結成されたレディースバンドのリーダーで、ボーカル兼ギター担当。姐御肌で、ロングの黒髪に痩せたスタイル、長身でアジア系の顔つきが特徴。常にイラだっている。家事に追われた生活のストレスを晴らすためにバンド活動をしている。ヘヴィメタル調（ハードコアヘビーメタル）の曲を、低音から高音まで幅広い声色を使ってシャウトする。イラだった時には少し暴れだす。
エヴァ
声 - LARRY
ジェシカのバンドメンバーで、ベース担当。金髪で小太り。育児ノイローゼ気味だったベティをスタジオに連れてきた。コギャル口調で、やたら語尾に「〜系」とつけて話す。夫の祖父の肛門に手を入れたことがある（ポリープ除去のため）。また、その際祖父の胃の内部が何故かツボに入ってしまった。
ベティ
声 - MONICA
エヴァの中学の同級生。出っ歯。ライアンの妻。日々の家事と育児に悩まされている。ブラスバンド部の小太鼓担当だった経験を生かし、ジェシカのバンドで産休のニコールに代わってドラムを叩く。滑舌が悪い。
ライアンJr.
声 - 勝地涼
ライアンとベティの子供。2歳。ベビーシッターのバイトをしているレベッカに、普段の面倒を見てもらっている。リサの飼い猫サンディーが産気づいた際リサとレベッカにそれを伝えようとしたがまだ言葉を喋れない上二人ともゲームに夢中になっていたため相手にされず、結局一人でサンディーの面倒を見る事になり、唯一サンディー出産シーンの立会人となる。
監督
声 - MONICA
「ターキーレンジャー」シリーズを手掛ける映画監督として登場（テレビ業界出身）。常にライアンを叱咤しているが、合コンネタには弱い。口癖は「バーロー」。
スタント
ターキーレンジャーのスタントマン。無口。黒髪長髪のヒゲ面、小柄で太った体型で、大柄で金髪のライアンとは似ても似つかない。
アントニオ
声 - MONICA
両腕に刺青を入れた、カタギではなさそうなエヴァの夫。お爺ちゃん子。バイクに夢中。失業していたが最近、配管工の仕事に就いた。失業中のことをエヴァになじられ、よく口喧嘩をする。
エミリオ
声 - 小栗旬
アントニオの祖父。物を噛まずに食べ、何でも口に入れてしまう。アントニオとエヴァから、下水用のファイバースコープを口から入れつつ、肛門から掃除機やハサミを駆使し異物とポリープを除去するという荒々しい施術をされた。その際、体内にハサミが残されたままになっている。
サンディー
声 - MONICA
リサが飼っている猫。3匹の子猫を出産。
お義母さん
声 - MONICA
コーチの義母。遠方から、はるばるコーチが指導するアメフト部の試合を観にやってきた。「ネセサリー（Necessary）は必要ですよ」と、説いている。
ボブ
声 - MONICA
チアリーダーに萌えるオタク。肥満気味。カメラでなんでも撮る。生のチアガールを見に行こうとしたが、体重制限でエレベーターに乗れなかった。本人曰く「最近のエレベーターは俺らを拒否する」らしい。
トミー
声 - LARRY
チアリーダーに萌えるオタク。エレベーターに乗ろうとしたら体重制限で乗れなかった（それどころか足も触れていないのにブザーが鳴った）。エレベーターの前でボブと出会う。以前、階段を利用して膝の皿を割ったことが、トラウマになっている。
ノーマン
声 - 高橋幸宏
エレベーター前で、ボブとトミーと出会う。自分が痩せていると思っているが実際はボブやトミーといい勝負（にもかかわらずエレベーターには乗れた）。持っている身長より長いカメラは秋葉原で買った。チアリーダーの鼻に萌えるが、鼻フェチではない。

### THBC（Turkey's Hill Broad Casting）
ナターリア
声 - LARRY
THBCの新人アナウンサー。歳は22歳。新人アナにして看板番組「ナターリアの部屋」を持つ。番組では、俳優や新進気鋭のミュージシャン、コメディアンを招いてトークを展開。回を重ねるごとに、ゲストへの切り返しが上達していくさまは見もの。SEASON1では番組はじめに「新人アナのナターリアです」と言っていたが、SEASON2からは言わなくなった。何かと滑舌が悪い。
GUSHIケンバンド
声 - MONICA（具志堅）・LARRY（東風平）
新たな民族音楽を模索する音楽家・具志堅を中心とした、沖縄出身の民俗音楽グループ。SEASON1登場時は彼のボンゴと、スライドホイッスル担当の東風平（こちんだ）による2人組だったが、SEASON2では仲村渠（なかんだかり）・東恩納（ひがしおんな）・伊波（いは）・桃原（とうばる）と、具志堅の母を加えた構成で「GUSHIケンオーケストラ」として再登場。ただし、リーダーの具志堅は東風平をバンドのメンバーとは認めておらず、見習いとしている。なお、新メンバーは具志堅の母のボーカル以外、全て東風平と同じスライドホイッスル担当。ちなみに具志堅がボンゴを選んだ理由は「なんとなく」。
ジェイク船越
声 - LARRY
往年の名俳優。代表作は「インディアン刑事コップ2」。現在は「7,8人の用心棒」というサスペンス映画の撮影に入っている。18歳の頃に養成所に入り、スカウトされて業界入り。本人曰く若い頃はブイブイ言わせており、酒を1樽、2樽飲むのは当たり前で「あんなこともこんなこともあった」。
「ナターリアの部屋」に出演した際は過去に出演した映画の名場面を突然再現しだし、ナターリアを戸惑わせた。孫のショーンを携えて「ナターリアの部屋」に出演するほど、孫を可愛がっている。
トリ蔵（トリゾー）
声 - MONICA
フルネームは桂 酉蔵。噺家であるが、「突撃!レコードホルダーズ」という番組でレポーターを務める。毎回、ものすごい技を持った超人や、ものすごいスケールの建造物を紹介。くだらないギャグを小分けし、「トリ蔵です!」と続けるのがトレード・マーク。解説中に割り込まれたり、チャレンジ中の人に話し掛けて怒られたりと、間が悪いところがある。動物に好かれやすい。
因みにトリゾーの彼女は「彼の命」より「バイト」の方が大事らしい。
チャン
声 - LARRY
エキストラ事務所に所属のベテラン女優のおばあちゃん。「突撃!レコードホルダーズ」にちょくちょく登場し、ある時はジェットコースターに乗るおばあちゃん。ある時はもんじゃを世界一早く食べる人などを演じている。広東語を巧みに話しているように見えるが実はニセ広東語であり、話すときは常に同時通訳の副音声が流れる。
DJ MAX
声 - LARRY
エンタテイメント番組「Trend Hunting」のMC。1980年代ダンスブーム時のファッションに身を包む。ノリがいいが、時に奔放な番組進行を行う。お酒はあまり好きではない。
テングちゃん
声 - MONICA
「Trend Hunting」のレギュラー。“ちゃん”が付けど男性である。トレンド・ハンターとして、先取りの音楽とムーブメントを紹介。天狗のキャラクターは、番組タイトルの「トレンド・ハンテング」から来ているようだ。風貌はNHK教育風だが、その性格はフランクで親しみやすくある。また「流行の干物ランキング」でも、その干物がなんの魚か分からず、分からないまま適当に進行する。プッシュする音楽には「10 GOOD!（テングッド!）」の札（テング印）を掲げる。また、高尾山に行って、紅葉狩りをするなど、アクティブな面も見られる。合言葉は「て〜んぐ〜だよっ」。
ローズマリー兄弟
声 - LARRY（ローズ）・MONICA（マリー）
双子の兄弟。蛍光イエローの髪の方がローズ、蛍光ピンクの髪の方がマリー。オカマキャラを生かして、料理とフィットネスとトークを織り交ぜた番組「MORI MORI COOKING」を担当。ちょっぴりドジで天然なローズのボケっぷりと、しっかりもののマリーによる鋭いツッコミのコンビを見せる。SEASON2中盤になって「お料理に飽きた」と言い、「MORI MORI EXCERCISE」を従姉妹のチェリーと共にスタートさせる。日産「NOTE」や映画『レッドクリフ』のCMにも出演し、2008年12月29日にフジテレビ系列で笑っていいとも!とライオンのごきげんようの時間帯を使って放送された特番『宇宙で一番頭の良いワイドショー』でも案内役で出演した。
チェリー
声 - 上原さくら
ローズマリー兄弟と共に「MORI MORI EXCERCISE」を担当。大柄で筋肉質な女性。ヨガのインストラクター（鮫洲で免許を取得）で、ローズマリー兄弟とは従姉妹の間柄。さくらんぼのプリントTシャツを着ている。過去に、子猫のような女に恋人を取られた経験がある。
ワイルドジミー
声 - MONICA
「世界の珍獣」ナビゲーターを務める冒険家。Turkey's Hill近郊のジャングルで、珍しい生き物を紹介していく野生のスペシャリスト。腰巻き一枚という自然に近い格好で、体当たりで獣と接する(コブラに噛み付かれても全く平気)。
セツコ・ローレンセン
声 - LARRY
「世界の珍獣」の語りべ。独特の口調で番組を盛り上げる。ワイルドジミーの言葉に笑ってしまうこともある。
安邑（あむら）
声 - 安室奈美恵
THEBETケンバンドに加入した女性。テルミンを演奏する。地元の水しか飲めないため、よく腹を下す。突然「つまらない」「帰りたい」「脱退したい」などと言い出し、その場から逃亡した。

### その他
ジェームズ先生
声 - MONICA
TWGEの最後を締めくくる「NORI NORI ENGLISH」で、その回の1シーンからセンテンスを抜き出し、軽い英会話を伝授。SEASON1に登場。ただし、あまり上手く発音はできない様子。
ヘレン先生
声 - MONICA
「NORI NORI ENGLISH」のSEASON2講師。トリ蔵ばりのダジャレを駆使する。
エドガーとサイモン（ネルソン兄弟）
早撃ちの名手で西部開拓時代に飢えに苦しんでいたこの地方の住民のために大量の七面鳥を狩り命を救った伝説の英雄。Turkey's Hill High Schoolに銅像が建っている。アイキャッチにも登場。

## ボイスキャスト
全キャストをLARRYとMONICAの2人が担当（一部エピソードではゲストボイスを起用）。両者とも日本人であり、プロの声優ではなく各々、本業が別にある。元々はアニメーターの文原氏が友人である2人のキャラクター性を見て製作にあたり推薦し、全くの素人である彼らを起用したとプロデューサーの臺氏がのインタビュー記事で経緯を語っている。
MONICA（モニカ）
英検サイトでのインタビュー・Tea Lounge Vol.16 にてプロデューサーの臺佳彦はMONICAについて「一人はサラリーマンなんですよ。ですから、会社にばれちゃ大変だからと、イベントのときは、マスクかぶって出てもらっているんです」と語っている。
MONICAが司会を勤めるPodcast「MONICA NEWS」が2008年11月6日より配信された。
LARRY（ラリー）
演 - 大岩Larry正志
スポーツデザイナー、デザインチーム・ONE MAN SHOW代表の大岩正志であると「mono MAGAZINE（2007年5/2号 NO.560）」での本人インタビューで公表。プロ野球・東京ヤクルトスワローズのユニホームデザインなどを手掛けている。
Larryが司会を務めるPodcast「Larry's Show」が2006年2月15日より月1回から2回のペースで配信されていた。中にはgolden eggsに関連した話題などもある。
Studio Crocodileとの関わり
- LARRYとMONICAらが出演し、Studio CrocodileとバイラルCM専門の広告代理店であるマーヴェリックメディア・ジャパン、パラダイスカフェが製作を手がけたインターネット限定のバイラルムービー「ワクワクウォッチング」全7作が、某外資系金融の提供により2007年6月29日より公開された。毎月2本のペースで同社のキャンペーンページ上で公開され2007年末をもって公開が終了。同サイト内ではLARRYとMONICAらが出演しているタイピングゲームが提供され、ゲームをクリアするとPCデスクトップクロックをダウンロードすることが出来た。
- その後、Studio Crocodileは広告代理店である株式会社F1メディア（ブランディングと博報堂DYメディアパートナーズの子会社）とともに「91TV」（クノイチティーヴィー）を制作。化粧品の美禅（株式会社セイヴィア）とタイアップしたCMやウェブサイトを展開。CMソングを担当している湘南乃風の『瞹歌』のPVでは、当アニメの映像が収録されており、彼らもアニメーションに登場している。

スペシャルエピソード ゲストボイス
鈴木杏（チキンレディ、キャロライン）
SEASON2ゲストボイス
小栗旬（#21 エミリオ）
上原さくら（#22 チェリー）
勝地涼（#22・#23 ライアンJr.）
高橋幸宏（#26 ノーマン）
安室奈美恵のアルバム「PLAY」（2007年6月27日発売）のDVD特典映像
安室奈美恵（GUSHIケンバンドの安邑）

## 主題
メインストーリー
1. リサとレベッカの放課後
2. ロバート先生は上の空
3. ポールは正直者
4. ローラの誘惑
5. ケヴィンとポールの大作戦
6. ジャッキーとサイモン
7. 僕のユニフォーム
8. 私のポイズン
9. ケヴィンとポールのイバラ道
10. 家庭教師ミシェル
11. ホームパーティー
12. レンジャーはんぱねぇ
13. ワンモアタイム情事
14. コーチの秘密特訓
15. ボディービル部
16. マネージャーの忘れ物
17. ポールにカミナリ
18. ロバート先生とドライブ
19. ベティとレディースバンド
20. レンジャーのゲリラ撮影
21. オレの爺ちゃん
22. ゾンビ島
23. 3匹のネコ
24. レベッカの宿題
25. コーチの義母
26. 愛しのチアリーダー

※物語はSEASON1(エピソード1 - 13)・SEASON2(エピソード14 - 24)と二部に分かれており、SEASON1は木曜日、SEASON2は金曜日となっている。
THBC
1. ナターリアの部屋
2. 突撃!隣のランチ
3. MORI MORI COOKING
4. TREND HUNTING
5. TURKEY'S HILL 警察24時
6. 世界の怪獣
7. MORI MORI EXERCISE
8. TURKEY'S HILL 小学生作文コンクール
9. THBC フットボールダイジェスト

その他
1. ジェームズのNORI NORI ENGLISH
2. ヘレンのNORI NORI ENGLISH

スペシャルエピソード
以下はDVD「The World of GOLDEN EGGS Music－Best Hits Turkey's Hill & Premium Movie×2」に収録のスペシャルエピソードである。
1. ターキーレンジャー2005（Movie Trailer）
2. 港町パンモンターニュ

## 放送局
CSのキッズステーションやMUSIC ON! TV、MTV Japanなど多岐に渡って放送がされ、BIGLOBEでストリーミング配信もされていた。現在は上記のほか、tvk・TOKYO MX・KBS京都・USENのインターネットプログラム・GyaOにてオンエアされている。また、2006年2月よりボイスキャストのLARRYによるiTunesのポッドキャストプログラム「LARRY'S SHOW」の放送がされている。
2005年1月からの本放送の後、2005年にSEASON1のDVD3作品とCD1作品がリリース。更に、2006年のSEASON2放送分を収録したDVDが2007年3月に発売された。
2021年2月21日、株式会社アナライズログがYouTubeチャンネル「AnimeLog」にて、版権元に許諾を得た上で公式配信を行っている。

### 放送局
| 放送地域 | 放送局       | 放送期間               | 放送日時           |
| SEASON1  | SEASON1      | SEASON1                | SEASON1            |
| -------- | ------------ | ---------------------- | ------------------ |
| 日本全域 | KIDS STATION | 2005年1月 -            | 土曜 22:45 - 23:00 |
| 神奈川県 | tvk          |                        | 土曜 18:45 - 19:00 |
| 東京都   | TOKYO MX     | 2007年4月5日 - 6月28日 | 木曜 23:30 - 23:45 |
| 京都府   | KBS京都      |                        | 金曜 22:30 - 23:45 |
| SEASON2  |              |                        |                    |
| 日本全域 | KIDS STATION |                        | 土曜 23:30 - 23:45 |
| 神奈川県 | tvk          |                        | 日曜 22:45 - 23:00 |

## スタッフ
- 企画・製作 - PLUS heads inc.、ワーナー・ブラザース
- 企画・エグザクティブ プロデュース・制作・監督 - Dai Yoshihiko
- 企画・キャラクター・アニメーション - Fumihara Satoshi（Matsushima Satoshi）
- プロデュース - Harada nanao、原田七生
- アシスタント・タイトルデザイン - Watanabe Saori、渡邊さおり
- マネジメント - Kaneko Futaba、金子ふたば
- ボイス - Monica & Larry
- 編集 - Camelassist
- サウンドミックス - Ono Motokazu

## 作品
・The World of GOLDEN EGGS Vol.1
ep1 - 6までを収録したSEASON1前編。
・The World of GOLDEN EGGS Vol.2
ep7 - 13までを収録したSEASON1後編。
・The World of GOLDEN EGGS Music-Best Hits Turkey's Hill & Premium Movie×2
THBC「Trend Hunting」と番組で紹介したミュージック・クリップで構成。スペシャルエピソード「港町パンモンターニュ」「ターキーレンジャー4（Movie Trailer）」を収録。
・The World of GOLDEN EGGS MUSIC The Finest Turkey's Hill compilation&Extra Movie
SEASON1のサウンドトラック。
・The World of GOLDEN EGGS“SEASON2”DVD-BOX-Limited Edition（完全予約限定生産）
ep14からのSEASON2を収めたDVD2巻セットに、DVDホルダー付きLP盤サイズのフルカラーブックレット・アナログレコード（12inch）・オリジナルTシャツ・大判ポストカード・大判ステッカーが付いた限定版。
・The World of GOLDEN EGGS“SEASON2”DVD-BOX-Amazon Edition（限定2,000セット）
ep14からのSEASON2を収めたDVD2巻セットに、Amazon版限定デザインTシャツ・SEASON1 DVD用BOX・ステッカーが付いたAmazon.co.jp仕様の特別版。
・The World of GOLDEN EGGS“SEASON2”DVD-BOX
ep14からのSEASON2を収めたDVD2巻セットに、SEASON1 DVD用BOX（初回生産分のみ）・ステッカーが付いた通常版。
・The World of GOLDEN EGGS Entry for SEASON1
レンタル店用DVD。SEASON1のベストセレクション。
・The World of GOLDEN EGGS Entry for SEASON2
レンタル店用DVD。SEASON2のベストセレクション。

### 書籍
- The World of GOLDEN EGGS の NORI NORI ENGLISH

本編を締めくくる「NORI NORI ENGLISH」のセンテンスをまとめた本。

### ゲーム
- 「ザ・ワールド・オブ・ゴールデンエッグス ノリノリリズム系」（Wii）

2008年6月26日、AQインタラクティブより発売。ジャンルはリズムアクション。同年1月から2月に、NOTEの試乗キャンペーンの景品として同ソフトのNISSAN NOTE オリジナルバージョンが先行配布された。
- 「ザ ワールド オブ ゴールデンエッグス 〜ノリノリ歌できちゃって系〜 」(ニンテンドーDS)

2009年2月19日、同社より発売。
- 「ゴールデンエッグス パズル系〜ならべて消してシュガーシュガー」

2013年9月24日、ソニー・デジタルエンタテインメントからiOS用ゲームアプリが配信開始された。同年12月9日、同タイトルのAndroid用のゲームアプリが配信。2016年4月28日サービス終了。

## イベント・コラボレーション

### イベント
PLUS heads. MATSURI（2006年8月12日 - 21日）
渋谷シネマヴェーラにて、SEASON1全てとSEASON2の1話ダイジェストを、大画面で上映したイベント。TWGEのほか、PLUS heads.制作の作品（TVCM、音楽クリップなど）も併せて上映。初日のみポッドキャスト・プログラム「LARRY'S SHOW」の公開録音が行われた。また、初日の反響を受け、20日もLARRYのミニ・トークライブが開催された。
PLUS heads. MATSURI vol.2（2007年1月13日）
豊洲ららぽーとユナイテッドシネマにて開催。
PLUS heads.のポッドキャスト「LARRY'S SHOW」にて、トークライブの模様を一部動画にて配信中。
The World of GOLDEN EGGS ナイター（2007年8月17日）
宮城県仙台市のフルキャストスタジアム宮城において、東北楽天ゴールデンイーグルスとGOLDEN EGGSがコラボしてナイターを開催。当日はLARRY&MONICAの2人のトークショーを始め、始球式にはターキーレンジャーが登場、230キロの投球には福岡ソフトバンクホークスの王監督も爆笑。また球場内のビジョンやモニターにもGOLDEN EGGSのキャラクターが多数登場し試合を盛り上げた。この様子の一部は地元テレビ局・ミヤギテレビの情報番組「OH!バンデス」でも紹介された（2007年8月現在）。

### 広告キャラクター/コラボレートなど
NECのノートPC「LaVie A」のCMや、日産「NOTE」のCMに起用された他、2006年3月より日本英語検定協会のPRキャラクターとなり、全国書店・英語塾・英会話教室でポスターが貼りだされ、4月からは全国の中学・高校・高専・短大・大学でもポスターが掲示された。また、Tシャツやマスコット、BEAMSとのコラボレートによるトートバッグなどオリジナル・グッズも展開していた。NOTEのCMでは2009年始頃まで本作キャラクターが使用された。
安室奈美恵のアルバム「PLAY」のDVD特典映像として、安室サイドの熱烈オファーで実現したThe World of GOLDEN EGGSとのスペシャル・コラボ映像を収録。安室をモチーフに作られた新キャラ“安邑（アムラ）”出演のストーリーとGUSHIケンバンドとのコラボ曲「民俗音楽と電子音楽の未だかつてない何か」が収録されており、安室はこのテンションの低い沖縄弁の女の子・安邑役で声優に初挑戦している。さらにライブDVD「NAMIE AMURO PLAY TOUR 2007」には新ストーリーが収録されている。
L'Arc〜en〜Cielが2012年に開催したライブ「20th L'Anniversary WORLD TOUR 2012 THE FINAL」において、当アニメとコラボレーションしたライブ演出が盛り込まれた。また、ライブグッズのTシャツでもコラボしている。GLAYの曲『SUMMERDELICS』（2017年発売のアルバム「SUMMERDELICS」に収録）のPVは当アニメとのコラボで、彼らもアニメーションに登場している。この映像はシングル『WINTERDELICS.EP〜あなたといきてゆく〜』の特典DVDに収録されている。

## 余談
- TVシリーズ SEASON1では偶数話のオープニングになると2人が色々なキャラクターに扮してテーマ曲を歌うバージョンが流れる。SEASON2のep23でも2人が歌った。

- 収録中はネタになりそうな雑誌などを持って挑んでいる。
- 「MORI MORI COOKING」の調理場面に登場する料理人（ローズマリー兄弟の実写）はPLUS heads.の社長であり、会社のキッチンで撮影されているとDVD発売記念イベントで公表された。
- LARRYとMONICAは俳優としてセガのタイピングゲーム「ゾンビ打 タイピングラリアット」のプロモーション映像に出演している。ドリームキャストを背負い、キーボードをセッティングしたスーツ姿のLARRYがゾンビのMONICAからゲームの進め方をレクチャーされるという内容。
- オンラインレンタルサービス・DMM.comのCMにLARRYが声優として、MONICAが出演として主にMTV Japan「MTV SCREEN」枠で放送された。